# 나이토 마사쓰나
나이토 마사쓰나(일본어: 内藤正縄, 1795년 ~ 1860년 3월 17일)는 에도 시대 후기의 다이묘이다. 시나노 이와무라다번 제6대 번주를 지냈다. 이와무라다 번 나이토 가(岩村田藩内藤家) 제7대 당주. 덴포의 개혁을 행한 노중 미즈노 다다쿠니의 친동생이다.